# Shin-Kong Life Tower
Shin-Kong Life Tower é um arranha-céu, actualmente é o 100º arranha-céu mais alto do mundo, com 245 metros (803 ft). Edificado na cidade de Taipé, Taiwan, foi concluído em 1993 com 51 andares.